# تاباكولو صغير المنقار
تاباكولو صغير المنقار (الاسم العلمي: Scytalopus parvirostris) (بالإنجليزية: Trilling Tapaculo)‏ هو نوع من الطيور يتبع جنس التاباكولو من فصيلة التاباكولات.